# Franz Böhme
Franz Böhme (15 de Abril de 1885 - 29 de Maio de 1947) foi um General Austríaco que atuou no Exército Alemão durante a Segunda Guerra Mundial. Foi condecorado com a Cruz de Cavaleiro da Cruz de Ferro.

## História
Franz Böhme entrou para o Exército Austríaco em 1904. Durante a Primeira Guerra Mundial (1914-18), servindo como um oficial em várias unidades. Ele continuou com a sua carreira militar entre as duas guerras, chegando ao posto de Oberst em 25 de Setembro de 1929), Generalmajor em 24 de Dezembro de 1934 e Generalleutnant em 1 de Junho de 1939.
Com o início da Segunda Guerra Mundial, ele foi o comandante da 30ª Divisão de Infantaria pouco antes da guerra e em seguida se tornou o comandante da 32ª Divisão de Infantaria por duas ocasiões.
Foi promovido a General der Infanterie em 1 de Agosto de 1940 (chamado de General der Gebirgstruppe em 23 de Março de 1944), mais tarde ele se encontra no comando de vários grupos de exército, e em seguida é commander-in-chief na Bálcãs. Ele comandou o 2º Exército Panzer de 24 de Junho a 15 de Julho de 1944.
No início de 1945, ele assumiu o comando do 20º Exército de Montanha, um posto que ele combinou com o comandante-em-chefe da Wehrmacht na Noruega. Foi preso por lá, logo após a guerra. Cometeu suicídio na prisão em 1947.

## Condecorações
Foi feito prisioneiro em 9 de Maio de 1945, e cometeu suicídio em Nuremberg em 29 de Maio de 1947. Durante o seu serviço militar foi condecorado com a Cruz de Cavaleiro da Cruz de Ferro (29 de Junho de 1940) e a Cruz Germânica em Ouro (10 de Fevereiro de 1944).

## Promoções
| Kadett-Offiziersstellvertreter      | 18 de Agosto de 1904                                                       |
| Leutnant                            | 1 de Novembro de 1905                                                      |
| Oberleutnant                        | 1 de Novembro de 1911                                                      |
| Hauptmann                           | 1 de Maio de 1915                                                          |
| Major                               | 1 de Julho de 1920                                                         |
| Oberstleutnant                      | 8 de Julho de 1921 – efetivamente a partir do dia 1 de Janeiro de 1921     |
| Oberstleutnant                      | 30 de dezembro de 1926                                                     |
| Oberst                              | 25 de Setembro de 1929 – efetivamente a partir do dia 1 de Outubro de 1929 |
| Generalmajor                        | 24 de Dezembro de 1935                                                     |
| Generalleutnant                     | 1 de Junho de 1939                                                         |
| General der Infanterie              | 1 de Agosto de 1940                                                        |
| Renomeado General der Gebirgstruppe | 23 de Março de 1944 – RDA 1 de Agosto de 1940                              |